# Desfile do Dia da Vitória em Moscou em 2017

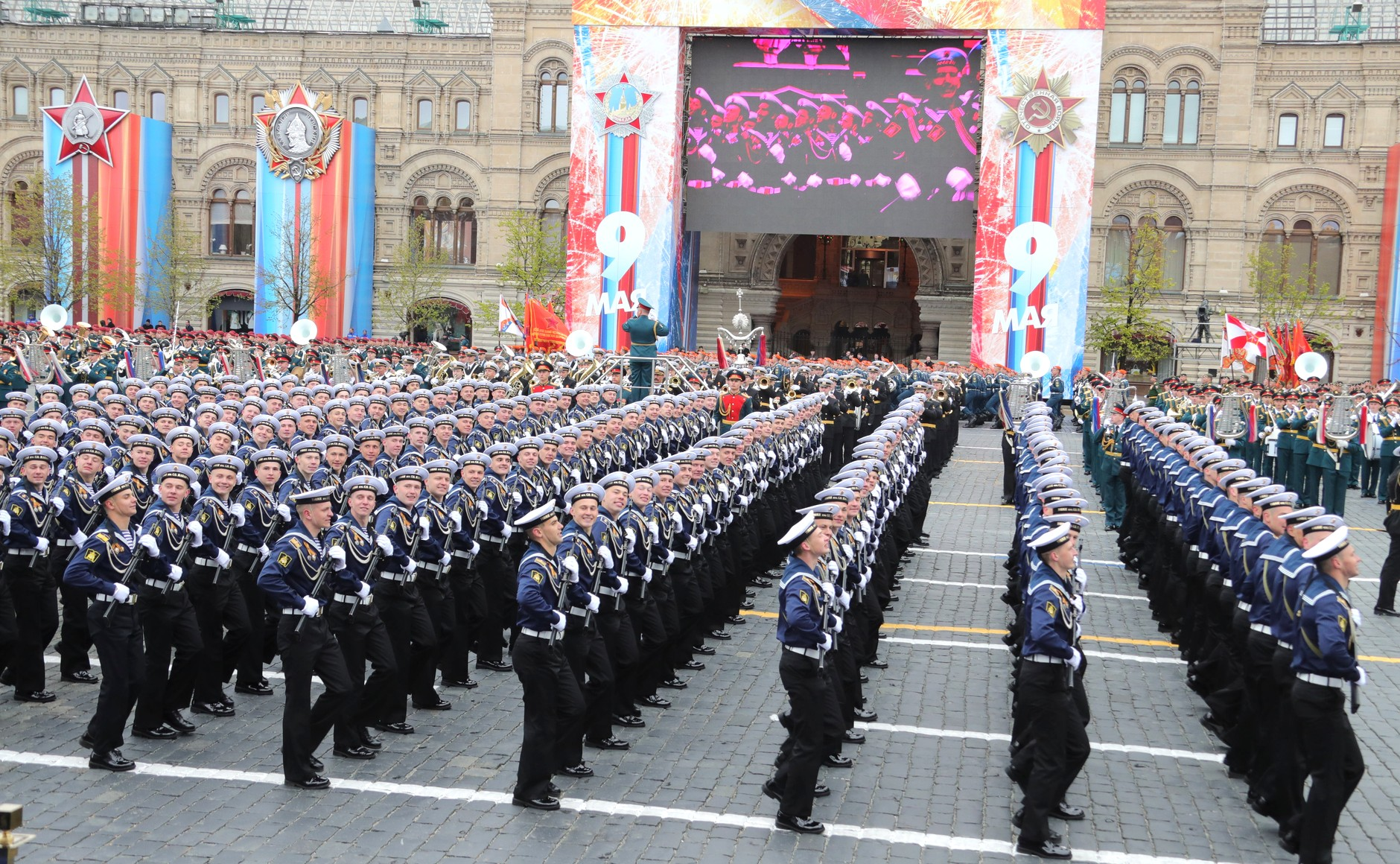
Cadetes navais do Instituto Militar Naval do Pacífico "Almirante Stepan Makarov".

O Desfile do Dia da Vitória em Moscou em 2017 foi um desfile militar que ocorreu na Praça Vermelha, em Moscou, em 9 de maio de 2017, para comemorar o 72º aniversário da vitória soviética sobre a Alemanha Nazista na Grande Guerra Patriótica. O presidente da Federação Russa, Vladimir Putin, fez seu décimo quarto discurso de feriado à nação após a inspeção do desfile presidida pelo Ministro da Defesa, General do Exército Sergei Shoigu.
O desfile de 2017 marcou a estreia do Coronel Timofey Mayakin como Diretor Sênior de Música do Serviço de Banda Militar das Forças Armadas da Rússia. Ele assumiu o cargo em agosto de 2016, sucedendo o Tenente-General Valery Khalilov, que havia ocupado a posição por um período recorde de 14 anos, liderando as bandas de massa da região de Moscou nos desfiles comemorativos. Khalilov faleceu no acidente do Tupolev Tu-154 do Ministério da Defesa Russo em 2016.
O presidente da Moldávia, Igor Dodon, participou do desfile depois de ter se encontrado com Putin. 

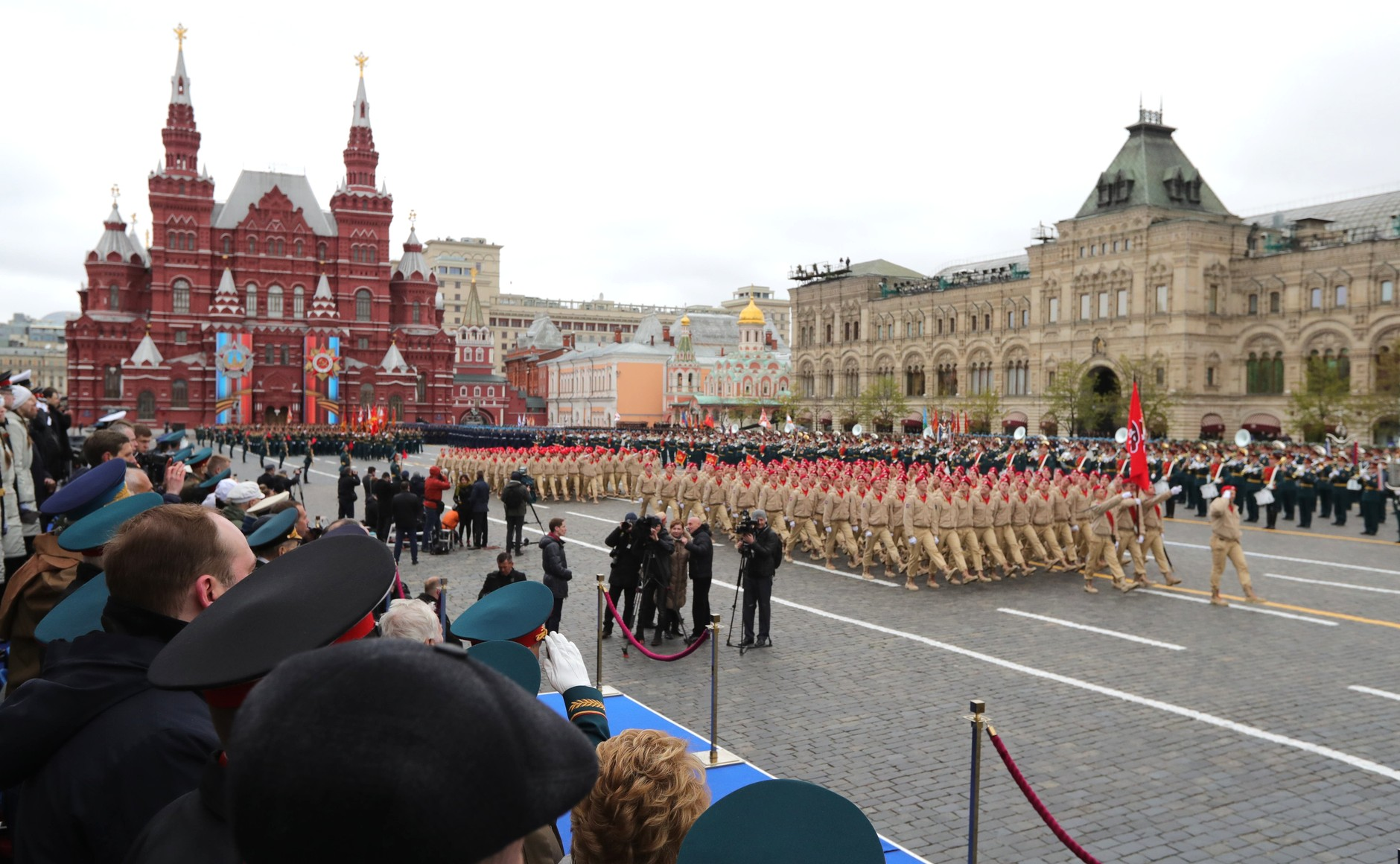
Membros do Movimento Nacional dos Jovens Cadetes do Exército durante o desfile.

O desfile de 2017 foi o primeiro e único desfile nos tempos modernos em que o segmento de sobrevoo foi cancelado devido ao mau tempo, algo que não acontecia desde a retomada da tradição em 2008. Na ocasião, o General do Exército Shoigu, o Coronel-General Salyukov e os oficiais de todos os ramos das forças armadas (terrestre, marítimo e aéreo) estrearam novos uniformes de oficiais. Os trajes das Forças Terrestres e Aeroespaciais evocavam os uniformes de gala modelo M1943. Além disso, os soldados da Guarda Nacional do ODON também apresentaram uniformes renovados, caracterizados por quatro botões e um novo design de ombreiras.

## Preparativos

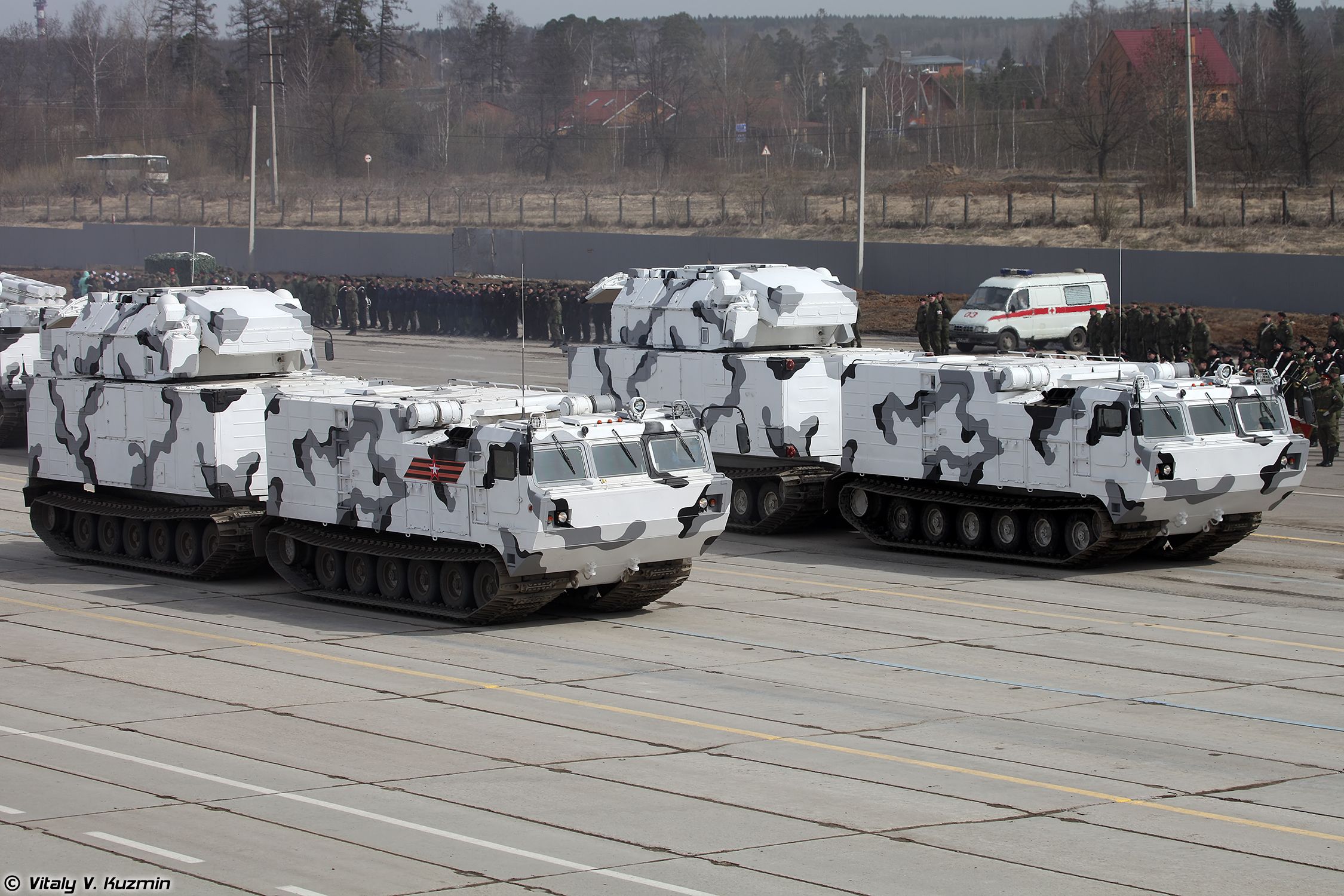
Sistema de defesa aérea 9K331MDT Tor-M2DT no chassi do transportador DT-30PM

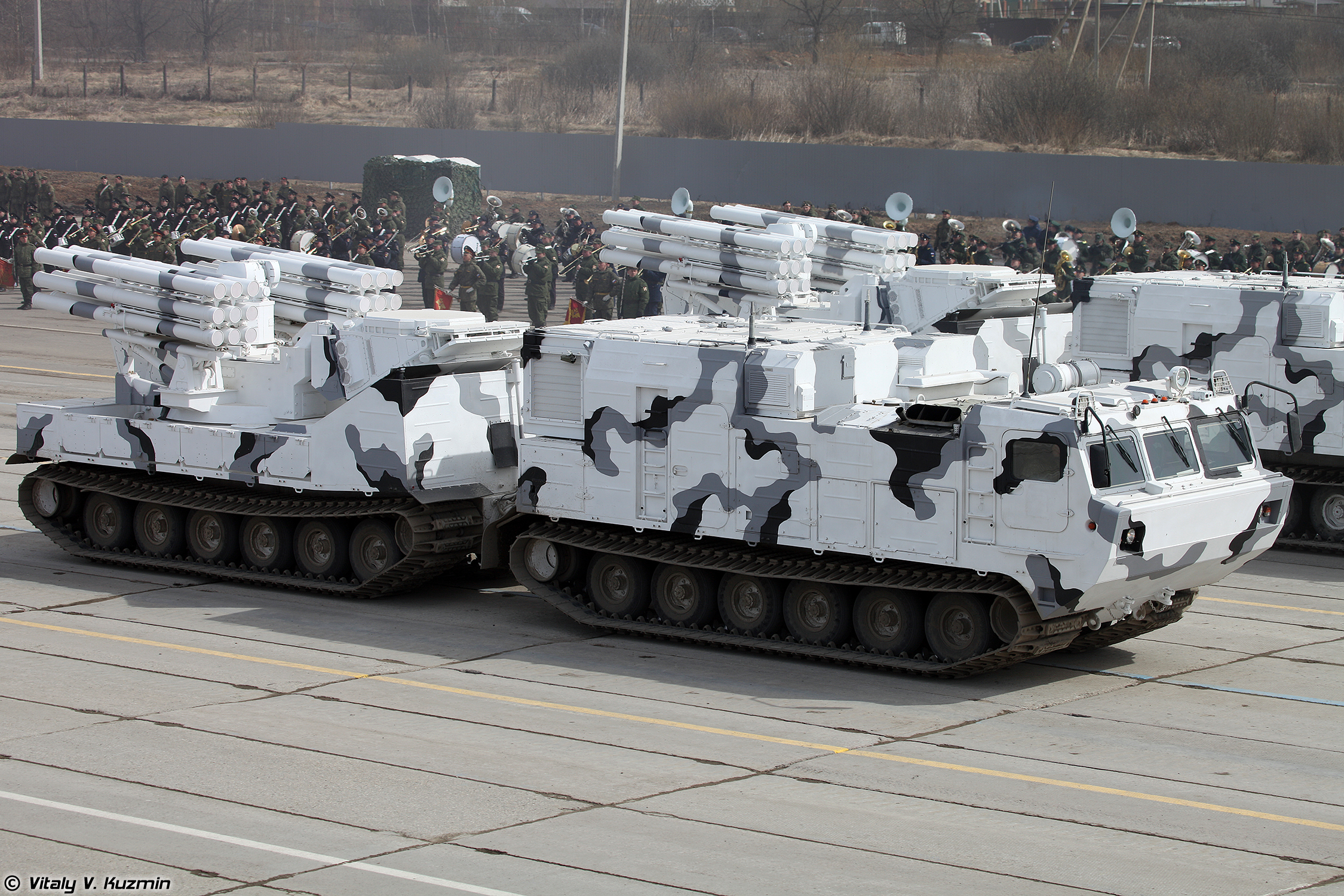
Sistema de defesa aérea Pantsir-SA no chassi do transportador DT-30PM

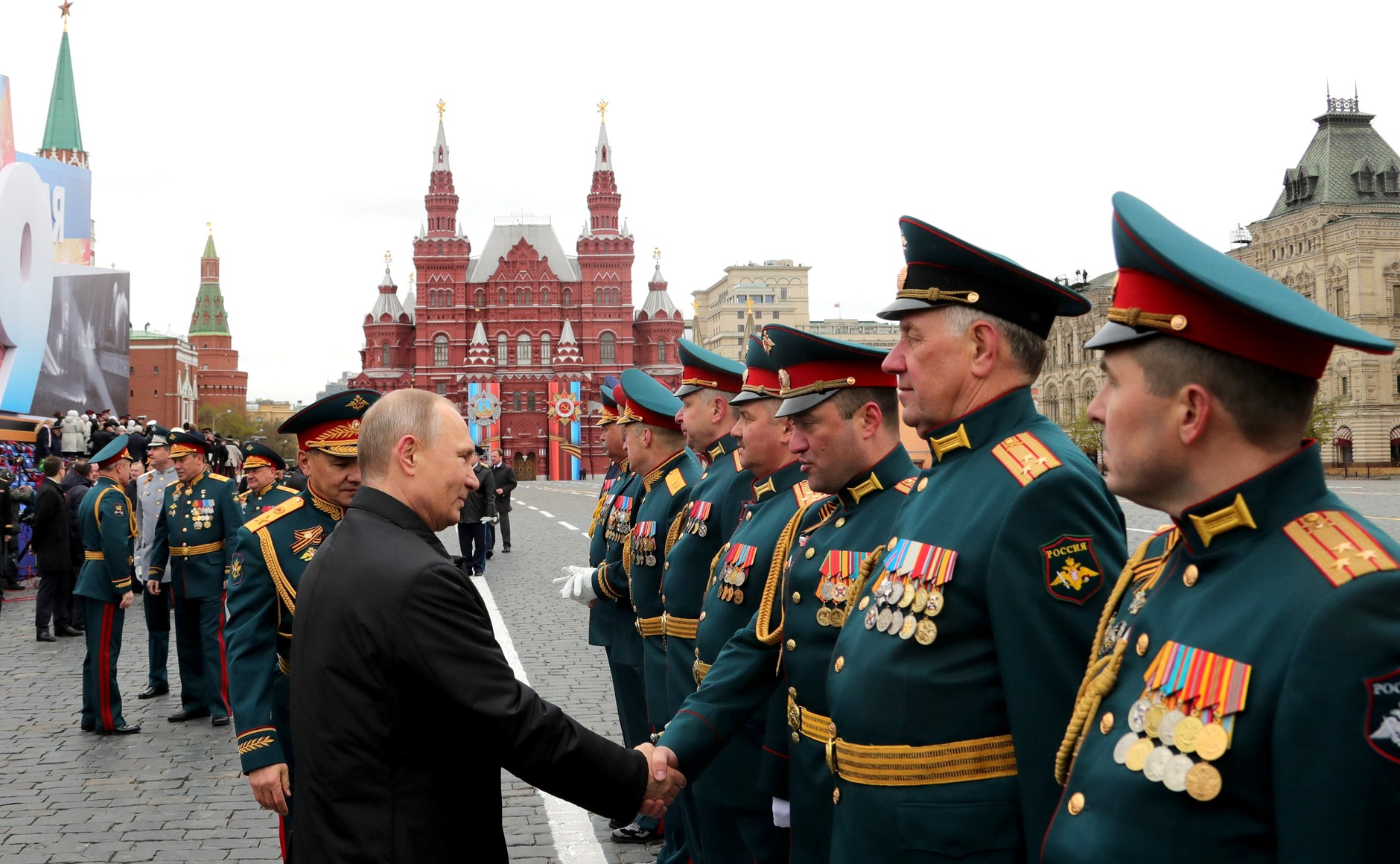
O presidente Putin cumprimenta os comandantes dos contingentes que participam do desfile.

A partir de novembro/dezembro de 2016, os preparativos para o desfile contaram com grande participação em nível de unidade. Foram conduzidas práticas individuais em várias instalações militares para todas as unidades envolvidas nos desfiles nacionais e locais. No Oblast de Moscou, os treinamentos específicos das unidades começaram no início de março, realizados no campo de Alabino, antecedendo os ensaios completos com a participação de todas as unidades.
Os preparativos para o desfile do 72º Dia da Vitória tiveram início em 5 de abril de 2017 no campo de treinamento de Alabino, com o primeiro ensaio focado na coluna terrestre. Esse marco deu início a um mês de intensos preparativos nacionais. Os treinos em Alabino estenderam-se até meados de abril, quando as práticas passaram a ocorrer na Praça Vermelha, em Moscou, culminando em um grande ensaio geral combinado no início de maio, realizado pela manhã. Durante as três primeiras semanas de abril, o centro de treinamento militar de Alabino acolheu cerca de 14.000 militares envolvidos no desfile, além de mais de 126 veículos e 78 aeronaves que compuseram a cerimônia.
Equipamentos militares projetados para o Ártico, incluindo o míssil Tor-M2DT, farão sua estreia no desfile nacional marcado para o mesmo dia.  Juntando-se à coluna de terra pela primeira vez estavam cadetes do Programa de Jovens Cadetes do Exército do Ministério da Defesa.
Os ensaios para o sobrevoo tiveram início na base aérea de Kublinka em 10 de abril de 2017, coincidindo com o lançamento da série de vídeos em 360 graus da RT, criada especialmente para o desfile.

### Cronograma dos preparativos em Moscou
- 5 de abril a 9 de abril - início dos treinos de desfile em Alabino, Oblast de Moscou
- 2ª a 3ª semana de abril - Prática geral no campo de treinamento de Alabino, incluindo sobrevoo
- 4ª semana de abril até 2 dias antes do Dia da Vitória - treinos na Praça Vermelha até o treino geral
  - 25 a 30 de abril, 2 a 6 de maio - ensaios de desfile noturno
  - 4–5 de maio - Práticas de sobrevoo aéreo
  - 7 de maio - treino geral às 10h MST

## Ordem completa do desfile

### Bandas Militares
- Bandas Militares em Massa das Forças Armadas sob a direção do Diretor Sênior de Música do Serviço de Bandas Militares das Forças Armadas da Federação Russa, Coronel Timofey Mayakin
- Corpo de Tambores da Escola Militar de Música de Moscou

### Coluna de infantaria
- 154º Regimento de Comandantes Independentes de Preobrazhensky, Guarda de Cor
- Companhia de Guardas de Honra do 1º Batalhão de Guardas de Honra, 154º PICR
- Escola Militar Suvorov
- Escola Naval Nakhimov
- Unidade de Cadetes Patrióticos do Exército Jovem de Moscou ( em nome do Movimento Nacional dos Cadetes do Exército Jovem)
- Corpo de Cadetes da Escola Nacional de Pensões de Moscou
- Academia de Armas Combinadas das Forças Armadas da Federação Russa
- Universidade Militar do Ministério da Defesa da Federação Russa
- Academia Militar de Segurança Material e Técnica "General do Exército A. V. Khrulev"
- Academia da Força Aérea Zhukovsky – Gagarin
- Academia Espacial Militar "Alexander Mozhaysky"
- Instituto Militar Naval do Pacífico "Almirante Stepan Makarov"
- 336ª Brigada de Infantaria Naval de Guardas da Frota do Báltico
- 61ª Brigada de Fuzileiros Navais Kirkinesskaya da Frota do Norte
- Academia Militar das Forças de Mísseis Estratégicos de Pedro, o Grande
- Academia Espacial Militar "Alexander Mozhaysky"
- Escola Superior de Comando Aerotransportado da Guarda Riazã "General do Exército Vasily Margelov"
- 98ª Divisão Aerotransportada de Guardas
- Forças de Engenharia da Academia Militar de Defesa e Controle Nuclear, Biológico e Químico" Marechal da União Soviética Semion Timoshenko"
- 29ª e 38ª Brigadas Ferroviárias Independentes das Tropas Ferroviárias Russas
- ODON Ind. Divisão Motorizada do Comando das Forças da Guarda Nacional, Serviço Federal da Guarda Nacional da Federação Russa "Felix Dzerzhinsky"
- Academia de Defesa Civil do Ministério de Situações de Emergência
- Instituto Militar de Moscou do Serviço Federal de Fronteiras da Federação Russa "Conselho Municipal de Moscou"
- 2ª Divisão de Rifles Motorizados de Guardas Tamanskaya "Mikhail Kalinin"
- 4ª Divisão de Tanques de Guardas "Iúri Andropov"
- 27ª Brigada de Rifles Motorizados de Guardas Separados
- Escola de Treinamento de Alto Comando Militar de Moscou

### Coluna Móvel
- Tanque médio T-34/85
- Veículo de mobilidade de infantaria GAZ-2975 "Tigr"
- Sistema ATGM móvel Kornet D/EM no chassi GAZ Tigr
- Typhoon-K MRAP
- Ural Typhoon MRAP
- BTR-82AM APC
- BMP-3
- BMP Kurganets-25 APV e IFV
- Tanque de batalha principal modernizado T-72 B3M (T-72B4)
- Tanque de batalha principal T-14
- Obuseiro autopropulsado rastreado 2S19 Msta-S
- Obuseiro autopropulsado rastreado 2S35 Koalitsiya-SV
- Sistema de mísseis balísticos táticos móveis 9K720 Iskander
- Complexo SAM Tor-M2U em chassis de esteiras
- Sistema SAM móvel rastreado Buk-M2
- Tor-M2DT e Pantsir-SA sistema SAM Arctico em chassis Vityaz sobre esteiras
- BMD-4M IFV de lançamento aéreo
- BTR-MDM "Rakushka" APC
- Sistema SAM móvel Pantsir-S1 em chassis com rodas
- Sistema SAM móvel S-400 em chassi autopropulsado MAZ-7910 com rodas
- Sistema ICBM móvel rodoviário RS-24 Yars
- BTR Bumerang APC

### Coluna aérea

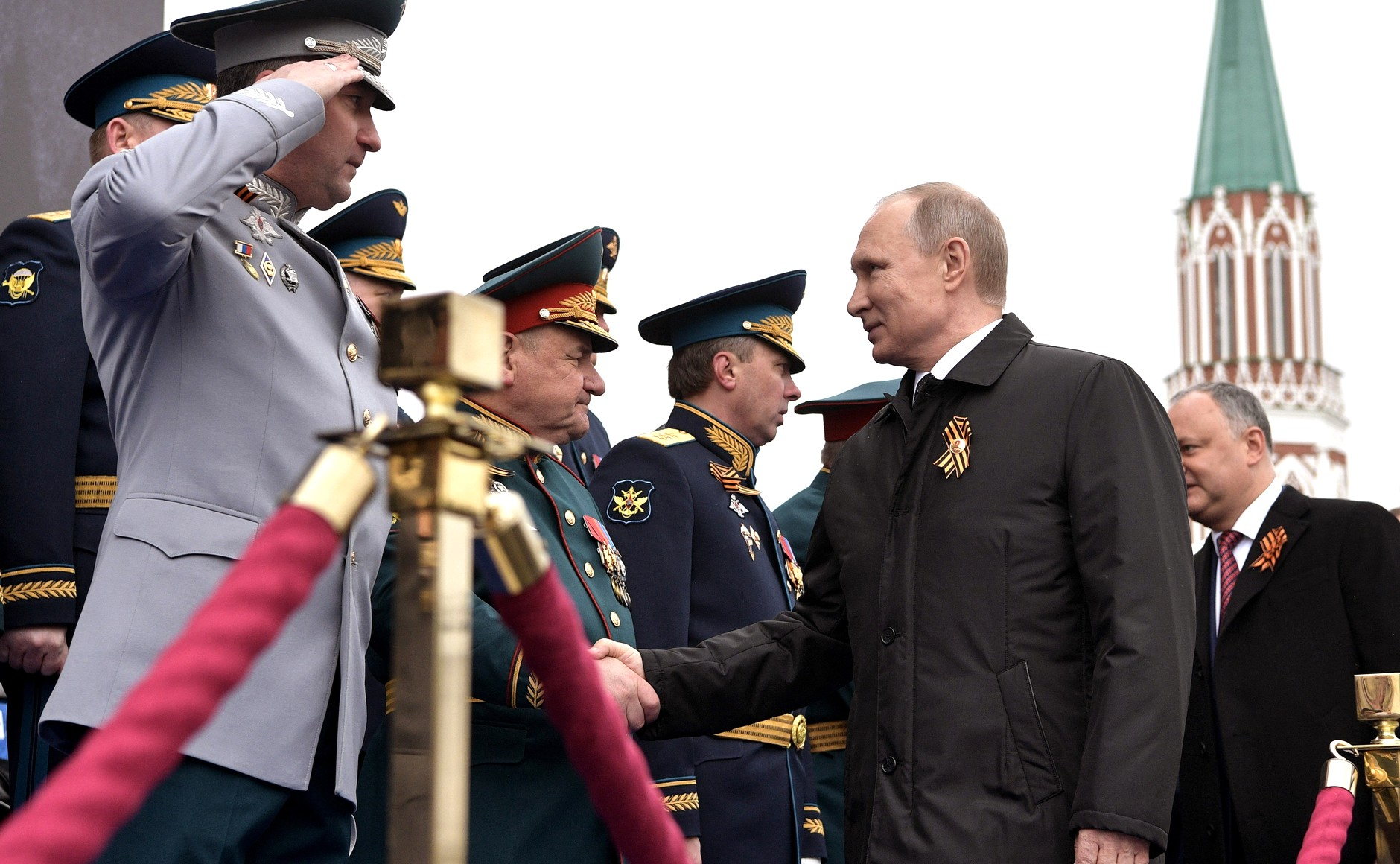
O presidente Putin e o presidente Dodon cumprimentam os veteranos.

O Ministério da Defesa da Rússia cancelou o segmento de sobrevoo poucos minutos antes do desfile começar, em razão das condições climáticas adversas no dia, que impediram as aeronaves de deixarem suas bases aéreas conforme planejado. Caso o clima tivesse permitido, o sobrevoo teria contado com a seguinte composição:
- 1 Mil Mi-26
- 4 Mil Mi-8
- 4 Mil Mi-28 dos Berkuts
- 4 Kamov Ka-52
- 4 Mil Mi-35
- 1 Tupolev Tu-160
- 4 Tupolev Tu-22M3
- 1 Antonov An-124
- 3 Ilyushin Il-76
- 3 Tupolev Tu-95
- 1 Ilyushin Il-78 e 1 Tupolev Tu-160
- 4 Yakovlev Yak-130
- 4 Sukhoi Su-24M
- 4 Sukhoi Su-34
- 4 Mikoyan MiG-31
- Sukhoi Su-27 e Mikoyan MiG-29 dos Cavaleiros Russos e Strizhi
- 9 Mikoyan MiG-29
- 6 Sukhoi Su-27

## Outros desfiles

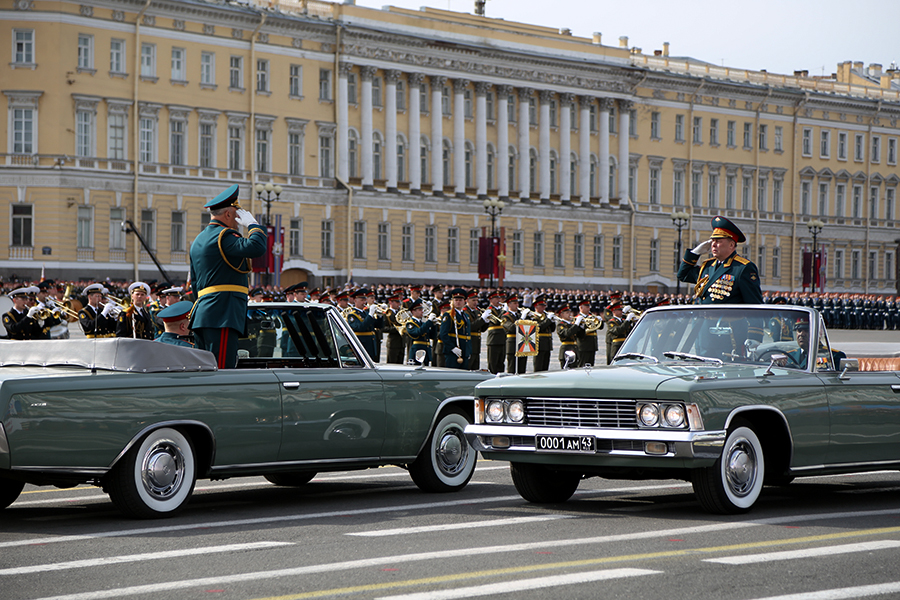
O desfile em São Petersburgo.

Seguindo a tradição, outras 26 grandes cidades russas, incluindo Sebastopol e Querche, localizadas na disputada região da Crimeia, realizaram desfiles no mesmo dia, sendo que alguns deles agora contam com exibições aéreas. Além disso, eventos conjuntos, envolvendo desfiles civis e militares, foram organizados em mais de 50 cidades espalhadas pelo país. Nos territórios pró-Rússia do leste da Ucrânia — a República Popular de Donetsk e a República Popular de Luhansk — também houve desfiles, conduzidos pela antigas Forças Armadas da Nova Rússia, juntamente com unidades republicanas do MVD e EMERCOM. Celebrações ocorreram ainda em quase todas as antigas repúblicas que compuseram a União Soviética, com exceção dos países bálticos.